# Plumbicon
Il Plumbicon è stato il principale sensore a tubo per telecamere ad uso professionale e semiprofessionale.
Sviluppato dalla Philips negli anni sessanta, ha lo strato fotosensibile in ossido di piombo. Rispetto ai predecessori (come il Vidicon) e ai concorrenti nati in tempi successivi (Saticon, Newvicon) ha una bassa persistenza alle forti luci (e quindi una più alta resistenza alle bruciature) caratteristica che ridusse di molto il cosiddetto "effetto cometa" ossia le scie luminose in presenza di luci in movimento.
Perfezionato negli anni settanta, con il miglioramento della risposta spettrale al rosso (uno dei principali problemi, risolto poi con una variazione chimica nella composizione dello strato fotosensibile), fino all'introduzione del dispositivo ACT (Anti-Comet Tail) che consisteva in un'ulteriore riduzione del caratteristico "effetto cometa" (ma non la sua totale eliminazione), ha raggiunto la maturità tecnica nel corso degli anni ottanta, in un periodo di importanti innovazioni nel campo dell'audiovisivo.  
Con l'avvento delle moderne telecamere provviste di sensori a stato solido (i CCD), a partire dalla seconda metà degli anni ottanta il Plumbicon è progressivamente caduto in obsolescenza fino al suo definitivo accantonamento avvenuto intorno alla metà degli anni novanta.
Le telecamere provviste di sensori a stato solido CCD, infatti, eliminarono praticamente tutti gli inconvenienti presenti nei sensori a tubo nonché la minuziosa manutenzione che esse richiedevano, portando ad una notevole diminuzione del peso e dei consumi di corrente degli apparecchi da ripresa.